# Кузнецово (Лузький район)
Кузнецо́во (рос. Кузнецово) — присілок у складі Лузького району Кіровської області, Росія. Входить до складу Лузького міського поселення.
Населення становить 53 особи (2010, 61 у 2002).
Національний склад станом на 2002 рік — росіяни 90 %.